# Bastien Chantry
Bastien Chantry est un footballeur belge né le 22 décembre 1984 à Tournai. Il évolue depuis janvier 2010 au RFC Tournai comme milieu défensif, ou arrière droit.

## Carrière
Chantry commence le football dans sa ville natale à l'US Tournai, jusqu'en 1998 où il rejoint l'autre club de la cité des cinq clochers, le RC Tournai. Il ne milita qu'une seule saison pour le RC, et il intègre le Futurosport, le  centre de formation des voisins de l'Excel en 1999.
Le tournaisien fait ses classes et apparait pour la première fois en équipe première lors de la saison 2002-2003. Il participe à ses deux premières rencontres de Jupiler League et inscrit son premier but, et cela grâce à Lorenzo Staelens, coach de l'époque qui lui fait confiance à 18 ans.
La saison suivante, il prend part à 6 rencontres, puis à 7 rencontre en 2004-2005. En manque de temps de jeu, il s'oriente vers le RAEC Mons en division 2. Au Stade Charles Tondreau, il s'impose et participe à la montée en D1.
Les prestations de Billy attirent l'œil des dirigeants hurlus qui l'embauchent à nouveau pour la saison 2006-2007. Malgré une saison difficile sportivement et financièrement pour le club, Gil Vandenbrouck puis Ariel Jacobs l'alignent au poste de back droit, et en fin de saison comme milieu défensif.
Avec l'arrivée de Philippe Dufermont en avril 2007, le club sort de l'ornière et prétend à des jours meilleurs. Marc Brijs est le nouveau coach, et de nombreux transferts sont réalisés. À son poste, les espagnols Berna et Miguel Palencia arrivent, et le pousse vers la porte de sortie. Fin juillet 2007, le club annonce que Chantry, Jean-Philippe Charlet et Adolph Tohoua peuvent se trouver un nouvel employeur. Mais rien ne bouge, et à l'entame de la saison le back droit est toujours dans le noyau. 
En décembre, Enzo Scifo remplace Brijs et les après plusieurs résultats négatifs, l'équipe se reprend face au KSC Lokeren (0-0), au FC Bruges (victoire 2-0 dont un but de Chantry), et face au Charleroi SC (victoire 3-1). Fin mars, la victoire 2-1 face au FCV Dender EH de Johan Boskamp assure le maintien aux frontaliers. Durant cette série de bons résultats, Enzo Scifo titularise semaine après semaine Chantry au back droit.

## Palmarès
- Champion de Belgique de Division 2 2005-2006 avec le RAEC Mons.